# Носівська міська рада
Но́сівська міська́ ра́да — орган місцевого самоврядування Носівської міської громади Ніжинського району Чернігівської області. Адміністративний центр — місто Носівка.

## Історія
Відповідно до Закону України "Про добровільне об'єднання територіальних громад" у Чернігівській області у Носівському районі Носівська міська, Володьководівицька, Іржавецька, Козарівська та Тертишницька сільські ради рішеннями від 29 і 30 вересня 2016 року об'єдналися у Носівську міську територіальну громаду з адміністративним центром у місті Носівка включивши до її складу села Андріївка, Володькова Дівиця, Дебреве, Дослідне, Іржавець, Кобилещина, Козари, Коробчине, Криниця, Лісові Хутори, Лукашівка, Підгайне, Ставок, Сулак, Тертишники, Яблунівка та Ясна Зірка.
18 грудня 2016 — в Носівській міській громаді  відбулися перші вибори — у міську раду і перші вибори Носівського міського голови. Міським головою обраний Ігнатченко Володимир Миколайович.
Відповідно до пункту 2 статті 8 Закону України "Про добровільне об'єднання територіальних громад" у Чернігівській області у зв'язку з припиненням повноважень рад, що об'єдналися у Носівську міську територіальну громаду з 28 грудня 2016 року виключено з облікових даних Носівську міську, Володьководівицьку, Іржавецьку, Козарівську, Тертишницьку сільські ради Носівського району. Включено в облікові дані Носівську міську раду Носівської міської територіальної громади.

## Загальні відомості
- Територія ради: 27,25 км²
- Населення ради: 16 333 осіб (станом на 2001 рік)
- Територією ради протікає річка Носівочка

## Населені пункти
До 2016 року міській раді були підпорядковані населені пункти:
- м. Носівка
- с. Дебреве
- с. Лісові Хутори
- с. Лукашівка
- с. Підгайне

## Склад ради
Рада складається з 30 депутатів та голови.
- Голова ради: Пугач Іван Іванович
- Секретар ради: Нестеренко Людмила Олександрівна

### Керівний склад попередніх скликань
| Прізвище, ім'я, по батькові   | Основні відомості                                                                   | Дата обрання | Дата звільнення |
| ----------------------------- | ----------------------------------------------------------------------------------- | ------------ | --------------- |
| Балінець Олександр Максимович | Міський голова, 1948 року народження, член Всеукраїнського об'єднання «Батьківщина» | 26.03.2006   | 31.10.2010      |
| Пугач Іван Іванович           | Міський голова, 1962 року народження, освіта вища, безпартійний                     | 31.10.2010   |                 |

Примітка: таблиця складена за даними сайту Верховної Ради України

### Депутати
За результатами місцевих виборів 2010 року депутатами ради стали:

#### За суб'єктами висування
| Суб'єкт висування                                       | Кількість обраних депутатів | %    |
| ------------------------------------------------------- | --------------------------- | ---- |
| Партія регіонів                                         | 11                          | 36,7 |
| Політична партія Всеукраїнське об'єднання «Батьківщина» | 8                           | 26,7 |
| Єдиний Центр                                            | 4                           | 13,3 |
| Політична партія «Сила і честь»                         | 4                           | 13,3 |
| Політична партія «Фронт Змін»                           | 2                           | 6,7  |
| Українська Народна Партія                               | 1                           | 3,3  |

#### За округами
| № округу                                                | Прізвище, ім'я, по батькові         | Дата визнання обраним | Освіта             | Партійна приналежність                        | Відомості про обраного депутата                                                         |
| ------------------------------------------------------- | ----------------------------------- | --------------------- | ------------------ | --------------------------------------------- | --------------------------------------------------------------------------------------- |
| Єдиний Центр                                            |                                     |                       |                    |                                               |                                                                                         |
| б/м                                                     | Булах Микола Васильович             | 05.11.2010            | вища               | позапартійний                                 | тимчасово не працює                                                                     |
| б/м                                                     | Гузь Ольга Віталіївна               | 05.11.2010            | вища               | позапартійна                                  | Носівська міська рада, секретар                                                         |
| 8                                                       | Гриженко Василь Васильович          | 04.11.2010            | вища               | позапартійний                                 | КП «Носівка-комунальник», головний інженер                                              |
| 9                                                       | Воловник Владислав Васильович       | 04.11.2010            | середня спеціальна | позапартійний                                 | фермерське господарство «Вікторія», виконроб                                            |
| Партія регіонів                                         |                                     |                       |                    |                                               |                                                                                         |
| б/м                                                     | Шульга Руслан Валентинович          | 05.11.2010            | вища               | позапартійний                                 | ЦРЛ м. Носівка, лікар                                                                   |
| б/м                                                     | Кириченко Людмила Миколаївна        | 05.11.2010            | вища               | позапартійна                                  | Носівська РДА, керівник апарату                                                         |
| б/м                                                     | Красносільська Галина Володимирівна | 05.11.2010            | вища               | позапартійна                                  | районний центр зайнятості м. Носівка, директор                                          |
| б/м                                                     | Онищик Наталія Віліївна             | 05.11.2010            | вища               | позапартійна                                  | Носівська РДА, начальник відділу                                                        |
| б/м                                                     | Ляшенко Алла Володимирівна          | 16.11.2010            | вища               | позапартійна                                  | районний центр соціальних служб для сім'ї дітей та молоді м. Носівка, начальник відділу |
| 3                                                       | Чередниченко Микола Миколайович     | 04.11.2010            | вища               | член Партії регіонів                          | КП «Носівка -Комунальник», начальник                                                    |
| 7                                                       | Нестеренко Людмила Олександрівна    | 04.11.2010            | вища               | позапартійна                                  | Носівський територіальний центр, директор                                               |
| 10                                                      | Кізенко Людмила Василівна           | 15.11.2010            | вища               | позапартійна                                  | пенсіонер                                                                               |
| 11                                                      | Жук Валентина Борисівна             | 05.08.2013            | вища               | позапартійна                                  | Дитячий садок № 2 «Ромашка», завідувачка                                                |
| 13                                                      | Проценко Валентин Володимирович     | 05.08.2013            | середня спеціальна | позапартійний                                 | ТОВ «Носівський цукровий завод», інструктор протипожежної профілактики                  |
| 15                                                      | Хоменко Надія Олександрівна         | 04.11.2010            | вища               | позапартійна                                  | Носівський НВК «ЗНЗ — ДНЗ» І-ІІІ ст. № 3, директор                                      |
| Політична партія Всеукраїнське об'єднання «Батьківщина» |                                     |                       |                    |                                               |                                                                                         |
| б/м                                                     | Віротченко Ніна Іванівна            | 05.11.2010            | середня            | член Всеукраїнського об'єднання «Батьківщина» | ЦРЛ м. Носівка, інженер з техніки безпеки                                               |
| б/м                                                     | Кравченко Микола Степанович         | 05.11.2010            | вища               | член Всеукраїнського об'єднання «Батьківщина» | фермерське господарство, голова                                                         |
| б/м                                                     | Сеник Олег Володимирович            | 05.11.2010            | вища               | член Всеукраїнського об'єднання «Батьківщина» | Носівська міська рада, заступник голови                                                 |
| б/м                                                     | Медвідь Анатолій Миколайович        | 05.11.2010            | середня            | член Всеукраїнського об'єднання «Батьківщина» | ПП, м. Київ, охоронець                                                                  |
| 2                                                       | Чорна Наталія Віталіївна            | 04.11.2010            | вища               | член Всеукраїнського об'єднання «Батьківщина» | Носівський ДНЗ№ 1 «Барвінок», завідувачка                                               |
| 4                                                       | Білозор Наталія Михайлівна          | 04.11.2010            | вища               | член Всеукраїнського об'єднання «Батьківщина» | Носівська районна гімназія, вчитель                                                     |
| 6                                                       | Андрушко Вячеслав Анатолійович      | 04.11.2010            | вища               | член Всеукраїнського об'єднання «Батьківщина» | ПП «Андрушко», підприємець                                                              |
| 12                                                      | Гресь Микола Миколайович            | 04.11.2010            | вища               | член Всеукраїнського об'єднання «Батьківщина» | приватний підприємець                                                                   |
| Політична партія «Сила і Честь»                         |                                     |                       |                    |                                               |                                                                                         |
| б/м                                                     | Плиска Григорій Михайлович          | 05.11.2010            | вища               | позапартійний                                 | Носівська міська рада, завідувач відділу                                                |
| б/м                                                     | Горкавенко Катерина Миколаївна      | 05.11.2010            | вища               | позапартійна                                  | Носівська загальноосвітня школа І-ІІІ ст. № 3, вчитель                                  |
| 5                                                       | Ігнатченко Володимир Миколайович    | 04.11.2010            | вища               | позапартійний                                 | Носівська ДПІ, начальник                                                                |
| 14                                                      | Ємець Ольга Миколаївна              | 04.11.2010            | вища               | позапартійна                                  | ПЧ № 5 м. Ніжин, чергова                                                                |
| Політична партія «Фронт Змін»                           |                                     |                       |                    |                                               |                                                                                         |
| б/м                                                     | Перевера Андрій Михайлович          | 05.11.2010            | вища               | член Політичної партії «Фронт Змін»           | Носівське районне управління юстиції, заступник начальника-начальник відділу ДВС        |
| б/м                                                     | Труш Тетяна Володимирівна           | 05.11.2010            | вища               | член Політичної партії «Фронт Змін»           | загальноосвітня школа І-ІІ ст. с. Ясна Зірка, директор                                  |
| Українська Народна Партія                               |                                     |                       |                    |                                               |                                                                                         |
| 1                                                       | Кияниця Василь Васильович           | 04.11.2010            | вища               | позапартійний                                 | Носівська станція юних техніків, директор                                               |